# Leptogaster fervens
Leptogaster fervens là một loài ruồi trong họ Asilidae. Leptogaster fervens được Wiedemann miêu tả năm 1830.